# Janowice (Bestwina)

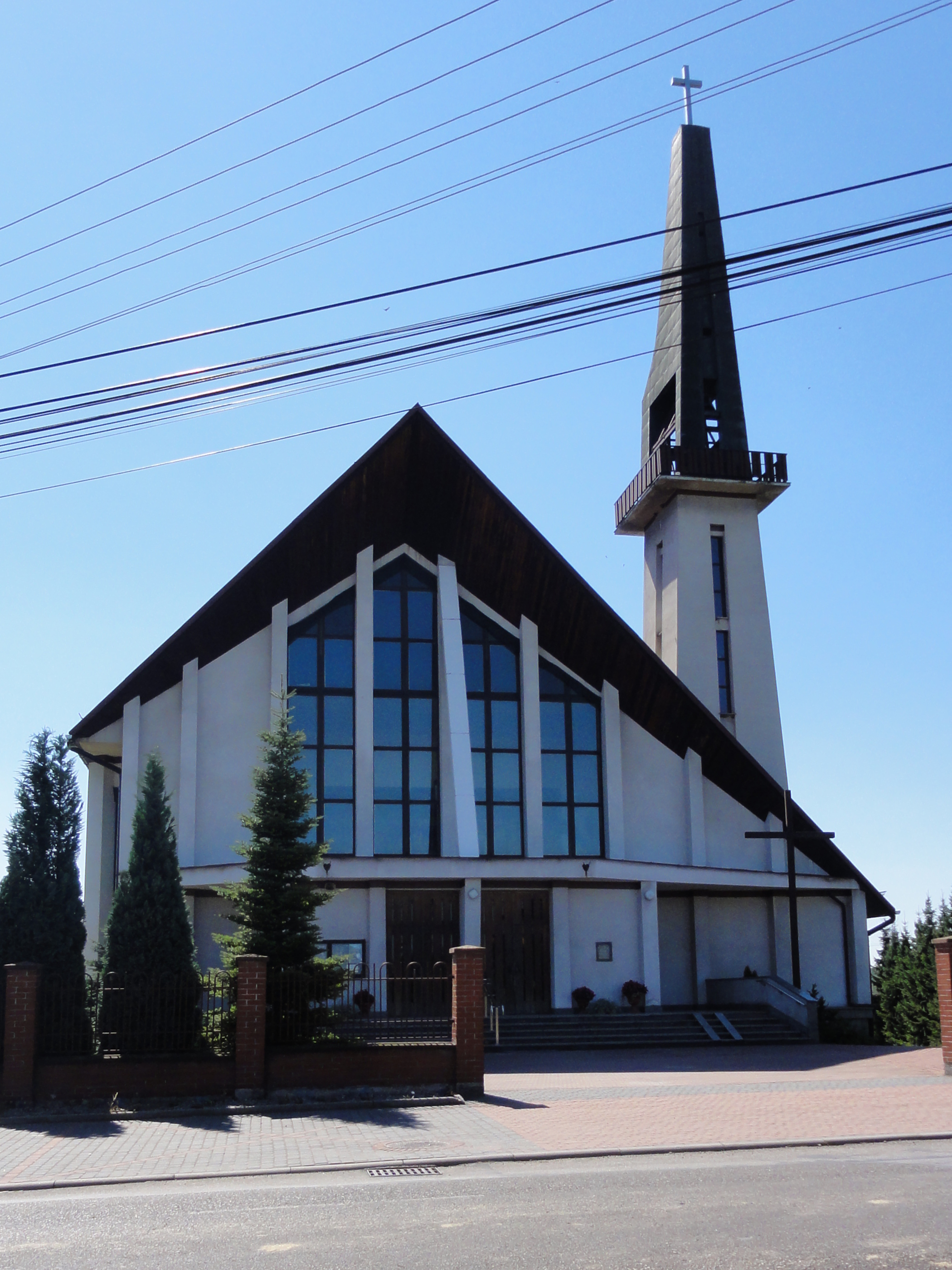
Katholische Kirche

Janowice (deutsch Janowitz) ist eine Ortschaft mit einem Schulzenamt der Gemeinde Bestwina im Powiat Bielski der Woiwodschaft Schlesien in Polen.

## Geographie
Janowice liegt im Auschwitzer Becken (Kotlina Oświęcimska), etwa 40 Kilometer südlich von Katowice im Powiat (Kreis) Bielsko-Biała.
Das Dorf hat eine Fläche von 709 Hektar.
Nachbarorte sind Bestwina im Nordwesten, Stara Wieś im Nordosten, Pisarzowice im Osten sowie die Stadt Bielsko-Biała im Süden (Komorowice Krakowskie und Hałcnów).

## Geschichte
Das Dorf entstand als eine Waldsiedlung im 15. Jahrhundert. 1581 hatte das Dorf einige Teiche. Auf Landkarten von 1603 wurde es Iankowicze und 1724 als Keiserswald genannt. Der Name ist patronymisch abgeleitet vom Vornamen Jan mit typischem patronymischen Wortende -(ow)ice.
Bei der Ersten Teilung Polens kam Janowice 1772 zum neuen Königreich Galizien und Lodomerien des habsburgischen Kaiserreichs (ab 1804).
Nach der Aufhebung der Patrimonialherrschaften bildete es ab 1850 eine Gemeinde im Bezirk und Gerichtsbezirk Biała.
1918, nach dem Ende des Ersten Weltkriegs und dem Zusammenbruch der k.u.k. Monarchie, kam Janowice zu Polen. Unterbrochen wurde dies nur durch die Besetzung Polens durch die Wehrmacht im Zweiten Weltkrieg. Es gehörte dann zum Landkreis Bielitz im Regierungsbezirk Kattowitz in der Provinz Schlesien (seit 1941 Provinz Oberschlesien).
Von 1975 bis 1998 gehörte Janowice zur Woiwodschaft Katowice. Von 1977 bis 1982 gehörte es mit der Gemeinde Bestwina zur Stadt Czechowice-Dziedzice.
Eine römisch-katholische Pfarrei wurde 1983 errichtet.